# Colômbia nos Jogos Pan-Americanos de 2007
A Colômbia competiu nos Jogos Pan-Americanos de 2007 no Rio de Janeiro, no Brasil.
Como consequência dos casos de doping oficilizados pela ODEPA em dezembro de 2007, a Colômbia perdeu uma medalha de prata com Libardo Niño Corredor no ciclismo.

## Medalhas

### Ouro
Boxe - Peso meio-pesado (até 81 kg)
- Eleider Álvarez

Ciclismo - Estrada contra o relógio masculino
- Santigo Botero

Ciclismo - Keirin masculino
- Leonardo Narvaez Romero

Ciclismo - Velocidade individual feminino
- Diana Orrego

Ciclismo - Perseguição individual feminino
- María Luisa Williams

Levantamento de peso - Até 62 kg masculino
- Diego Salazar

Levantamento de peso - Até 85 kg masculino
- José Oliver Ruíz

Levantamento de peso - Até 63 kg feminino
- Leidy Solis

Levantamento de peso - Até 69 kg feminino
- Angela Medina

Levantamento de peso - Até 75 kg feminino
- Ubaldina Valoyes

Luta livre - Até 55 kg feminino
- Jackeline Rentería

Patinação de velocidade - Fundo masculino
- Jorge Cifuentes

Squash - Equipe masculino
- Miguel Rodríguez, Bernardo Samper e Javier Castilla

Tiro com arco - Equipes feminino
- Ana María Rendon, Sigrid Romero e Natalia Sánchez

### Prata
Atletismo - 800 metros feminino
- Rosibel García Mena

Boxe - Peso super-pesado (acima de 91 kg)
- Óscar Rivas

Caratê - Até 80 kg masculino
- Gilbert Ocoro

Caratê - Acima de 60 kg masculino
- Ana Escandón

Ciclismo - Perseguição por equipes masculino
- Carlos Eduardo Alzate Escobar, Juan Pablo Forero Carreño, Arles Antonio Castro Laverde e Jairo Pérez Suárez

Ciclismo - Madison masculino
- Alexander González Peña e José Rodolfo Serpa Pérez

Ciclismo - Corrida por pontos masculino
- José Pérez

Ciclismo - Corrida por pontos feminino
- María Luisa Williams

Esqui aquático - Slalom masculino
- José Mesa

Ginástica artística - Individual geral masculino
- Jorge Hugo Giraldo

Ginástica artística - Barra fixa masculino
- Jorge Hugo Giraldo

Ginástica artística - Barras paralelas masculino
- Jorge Hugo Giraldo

Judô - Até 81 kg masculino
- Mario Valles

Levantamento de peso - Até 69 kg masculino
- Edwin Orlando Mosquera

Levantamento de peso - Até 53 kg feminino
- Ana Margot Lemos

Levantamento de peso - Até 58 kg feminino
- Rusmeris Villar

Luta livre - Até 66 kg masculino
- Edison Hurtado

Patinação de velocidade - Fundo feminino
- Alexandra Vivas

Tênis - Simples feminino
- Mariana Duque

Tênis - Duplas feminino
- Mariana Duque e Karen Castiblanco

### Bronze
Atletismo - 1500 metros feminino
- Rosibel García Mena

Atletismo - 20 km de marcha atlética feminino
- Gustavo Restrepo Baena

Ciclismo - Velocidade por equipes masculino
- Leonardo Narvaez Romero, Hernán Sánchez Castillo e Marzuki Mejía Jaramillo

Esgrima - Espada individual feminino
- Angela Espinoza

Judô - Até 70 kg feminino
- Yuri Alvear

Levantamento de peso - Até 94 kg masculino
- Wilmer Hermán Torres

Luta livre - Até 55 kg masculino
- Fredy Serrano

Luta livre - Até 74 kg masculino
- Wilson Medina

Luta livre - Até 84 kg masculino
- Rodrigo Piedrahita

Saltos ornamentais - Plataforma de 10 m sincronizada masculino
- Juan Urán Salazar e Víctor Ortega Serna

Squash - Individual masculino
- Miguel Rodríguez

Squash - Equipe feminino
- Silvia Angulo, María Isabel Restrepo e Catalina Pelaez

Tiro com arco - Individual feminino
- Ana María Rendon

## Desempenho

### Atletismo
200 metros masculino
- Daniel Alfonso Grueso - Série 4: 20s92, Semifinal 1: 20s96 → eliminado

200 metros feminino
- Felipa Alicia Palacios - Série 1: 23s11, Semifinal 1: 23s03, Final: 23s34 → 6º lugar
- Darlenys Obregon - Série 2: 23s96, Semifinal 1: 23s76 → eliminada

400 metros feminino
- María Alejandra Idrobo - Semifinal 2: 54s29 → eliminada

800 metros feminino
- Rosibel García Mena - Semifinal 2: 2m01s60, Final: 2m00s02 →  Prata

1500 metros feminino
- Rosibel García Mena - Final: 4m15s78 →  Bronze

5000 metros masculino
- William Naranjo Jaramillo - Final: 13m56s45 → 7º lugar
- Javier Guarín - Final: 14m27s89 → 8º lugar

5000 metros feminino
- Bertha Sánchez - Final: 15m49s97 → 6º lugar

10000 metros masculino
- William Naranjo Jaramillo - Final: 29m13s93 → 7º lugar
- Javier Guarín - Final: 30m02s59 → 9º lugar

5000 metros feminino
- Bertha Sánchez - Final: 34m13s25 → 8º lugar

4x100 metros feminino
- Equipe (Briggite María Merlano, Felipa Alicia Palacios, Mirtha Brock, Darlenys Obregon) - Semifinal 2: 44s53, Final: → não competiram

100 metros com barreiras feminino
- Briggite María Merlano - Semifinal 1: 13s35 → eliminada

3000 metros com obstáculos feminino
- Angela María Figueroa - Final: 10m14s92 → 6º lugar

20 km de marcha atlética masculino
- Gustavo Restrepo Baena - Final: 1h24m51s →  Bronze
- Luis Fernando López → desclassificado

20 km de marcha atlética feminino
- Sandra Zapata Portela - Final: 1h43m44s → 6º lugar

50 km de marcha atlética masculino
- Fredy Hernando Hernández - Final: 4h03m10s → 6º lugar

Maratona masculino
- Diego Alberto Colorado - Final: 2h20m01s → 7º lugar

Maratona feminino
- Ruby Riativa Salinas - Final: 2h51m35s → 6º lugar

Salto em altura masculino
- Gilmar Jalith Mayo - Final: 2,10 m → 13º lugar

Salto em altura feminino
- Caterine Ibarguen - Final: 1,87 m → 4º lugar

Lançamento de peso masculino
- Carlos García Córdoba - Final: 17,61 m → 9º lugar

Lançamento de disco masculino
- Julian Enrique Angulo - Final: 50,79 m → 8º lugar

Lançamento de dardo masculino
- Noraldo Palacios - Final: 71,14 m → 5º lugar

Lançamento de dardo feminino
- Zuleima Aramendiz - Final: 47,95 m → 9º lugar

Lançamento de martelo feminino
- Eli Moreno Valencia - Final: 62,77 m → 8º lugar

### Basquetebol
Feminino
- Fase de grupos
  - Derrota para os USA Estados Unidos, 41-95
  - Derrota para CUB Cuba, 53-81
  - Vitória sobre a ARG Argentina, 68-66
- Classificação 5º-8º lugar
  - Vitória sobre o MEX México, 62-55
- Disputa pelo 5º lugar
  - Vitória sobre a ARG Argentina, 59-58 → 5º lugar

### Futebol
Masculino
- Fase de grupos
  - Derrota para a JAM Jamaica, 0-1
  - Vitória sobre o HAI Haiti, 1-0
  - Empate com a ARG Argentina, 0-0 → não avançou as semifinais

### Levantamento de peso
Até 62 kg masculino
- Diego Salazar - 290 kg →  Ouro

### Pólo aquático
Masculino
- Fase de grupos
  - Vitória sobre a ARG Argentina, 8-7
  - Derrota para o CAN Canadá, 1-12
  - Derrota para CUB Cuba, 6-14
- Classificação 5º-8º lugar
  - Vitória sobre PUR Porto Rico, 10-9
- Disputa pelo 5º lugar
  - Vitória sobre a ARG Argentina, 10-7 → 5º lugar

### Softbol
Feminino
- Fase de grupos
  - Derrota para os USA Estados Unidos, 0-4
  - Derrota para CUB Cuba, 1-10
  - Vitória sobre o BRA Brasil, 2-0
- Disputa pelo 5º lugar
  - Vitória sobre a ARG Argentina, 1-0 → 5º lugar